# 김해강
김해강(金海剛, 1903년 4월 16일 ~ 1984년)은 일제강점기와 대한민국의 시인이다. 본명은 김대준(金大駿)이다.

## 생애
전라북도 전주 출신으로 전주신흥학교, 전주사범학교를 졸업한 뒤 교사로 근무하면서 시를 창작했다.
1925년 《조선문단》에 〈달나라〉를, 1926년 《동아일보》에 〈새날의 기원〉을 당선시켜 등단하였고, 1920년대와 1930년대에 걸쳐 신경향파 시인으로 활동했다. 이 시기에 발표한 시로는 〈출범의 노래〉, 〈5월의 노래〉, 〈변절자여! 가라〉, 〈누나의 임종〉 등이 있으며, 노동자와 농민의 계급 투쟁을 리얼리즘 형식으로 그리는 전형적인 경향시들이다.
1936년 시 전문지인 《시건설》에 동인으로 참가하였고, 1940년 김남인과의 공동시집 《청색마》를 간행했다.
1930년대 후반 이후 차츰 순수시로 방향을 바꾸어 광복 후에는 자연과의 교감을 위주로 한 서정적인 시들을 발표했으며, 전북을 중심으로 지역사회와 깊이 유대하여 활동하면서 한국예총 전북지부장을 역임했다.
반일 성향에 가깝던 초기 시와는 달리 프로문학에서 순수시로 전향하던 시점이던 일제 강점기 말기에 친일시를 창작한 바 있어, 2002년 발표된 친일 문학인 42인 명단에 선정되었다. 진주만에서 전사한 일본군 9명의 죽음을 칭송하는 내용의 〈돌아오지 않는 아홉 장사〉(1942) 등 총 3편의 친일 작품이 밝혀져 있다.
전주의 덕진공원에 시비가 세워져 있다.

## 참고자료
- 권영민 (2004년 2월 25일). 《한국현대문학대사전》. 서울: 서울대학교출판부. 245쪽쪽. ISBN 8952104617.
- 《새전북신문》 (2003.8.14) 전북출신 문인들의 친일논란 보관됨 2007-10-09 - 웨이백 머신